# We Don't Believe What's on TV
We Don't Believe What's on TV è un brano musicale del duo musicale statunitense Twenty One Pilots, pubblicato nel loro quarto album in studio Blurryface del 2015.

## Descrizione
Decima traccia di Blurryface, il brano è stato prodotto da Ricky Reed e registrato ai Paramount Recording Studios di Hollywood, in California, insieme a Goner, ed è scritto come di consueto dal cantante del duo Tyler Joseph.
Unica traccia prettamente acustica dell'album, è una ballata a ukulele dove, secondo i recensori di Alternative Press, «il personale incontra il [tema] politico». Billboard la paragona, invece, a una «canzone dei The Decemberists forzata a bere 20 Red Bull».

## Formazione
Twenty One Pilots
- Tyler Joseph – voce, ukulele
- Josh Dun – batteria

Altri musicisti
- Ricky Reed – basso

Produzione
- Ricky Reed – produzione
- Drew Kapner – ingegneria del suono
- Victor Luevanos – assistenza tecnica

## Classifiche
| Classifica (2015)                | Posizione massima |
| -------------------------------- | ----------------- |
| Stati Uniti (rock & alternative) | 36                |